# Taddea Visconti
Taddea Visconti (Milaan, 1351 — München, 28 september 1381) was de tweede dochter van de Milanese vorst Bernabò Visconti en Beatrice della Scala. 
Zij was gehuwd met hertog Stefanus III van Beieren en ze kregen volgende kinderen: 
- Lodewijk VII van Beieren (1365-1447)
- Isabella (1371-1435), in 1395 gehuwd met koning Karel VI van Frankrijk (1368-1422).